# نشان مناس
نشان مناس (به قرقیزی: Манас ордени) (به روسی: Орден Манас) دومین نشان برتر جمهوری قرقیزستان است. این نشان توسط رئیس‌جمهور قرقیزستان اعطا می‌شود. این نشان در ۱۶ آوریل ۱۹۹۶ توسط قانون ایجاد جوایز دولتی جمهوری قرقیزستان ایجاد شد.

## اساسنامه نشان
اساسنامه نشان مناس در ۱۰ ژوئیه ۱۹۹۶ با حکم رئیس‌جمهور قرقیزستان تصویب شد.
نشان مناس به شهروندانی که مشارکت برجسته در حفاظت و تقویت دولت و جامعه دموکراتیک، وحدت مردم و افزایش توان اقتصادی، معنوی و فکری کشور داشته باشند اعطا می‌شود.

## توصیف نشان
مناس دارای درجات یکم، دوم و سوم است. اعطای نشان مناس به‌صورت مرحله‌ای انجام می‌شود؛ این بدین معنیست که شخصی که برای نخستین بار نامزد اخذ این نشان می‌شود، مناس درجه سوم را دریافت می‌کند. مناس درجه یکم فقط توسط رئیس‌جمهور جمهوری قرقیزستان اعطا می‌شود.

## دریافت‌کنندگان برجسته
- الماس‌بیگ آتامبایف؛ رئیس‌جمهور اسبق قرقیزستان (۱ دسامبر ۲۰۱۱)[۳]
- سورنبای جینبکف؛ رئیس‌جمهور اسبق قرقیزستان (۲۰۱۵)
- سوفوبیگ بیگ‌علی‌اف؛ بنیانگذار مجمع خلق جمهوری قرقیزستان (۱۹۹۷)
- آبیلا خدابردی‌اف؛ وزیر دفاع اسبق قرقیزستان[۴]
- شی جین پینگ؛ دبیرکل حزب کمونیست و رئیس‌جمهور جمهوری خلق چین (۱۳ ژوئن ۲۰۱۹)[۵]
- ولادیمیر پوتین؛ رئیس‌جمهور فدراسیون روسیه (۲۲ نوامبر ۲۰۱۷)
- نورسلطان نظربایف؛ اولین رئیس‌جمهور قزاقستان
- کوفی عنان؛ دبیرکل سابق سازمان ملل (۲۰۰۲)[۶]
- قولویپا قندوچالوا؛ معلم، سیاستمدار و وزیر فرهنگ قرقیزستانی–شوروی[۷]
- عمربیگ تقی‌بایف؛ رئیس اسبق شورای عالی قرقیزستان
- صفر عیسی‌قوف؛ نخست‌وزیر اسبق قرقیزستان[۸]
- تورداقون یوسفعلی‌اف؛ دبیر اول سابق کمیته مرکزی حزب کمونیست قرقیزستان[۹]
- آپاس جوماگولوف؛ سفیر قرقیزستان در روسیه
- سلیمان دمیرل؛ رئیس‌جمهور اسبق ترکیه (۱۹۹۸)

## نگارخانه

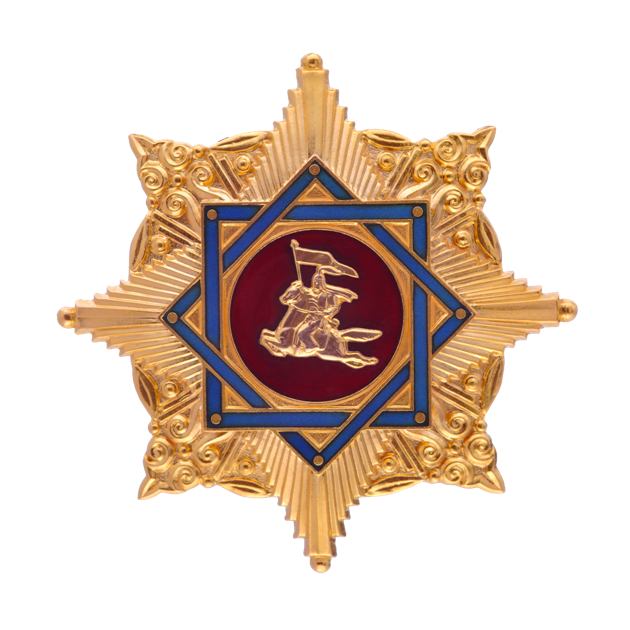
نشان درجه یکم مناس
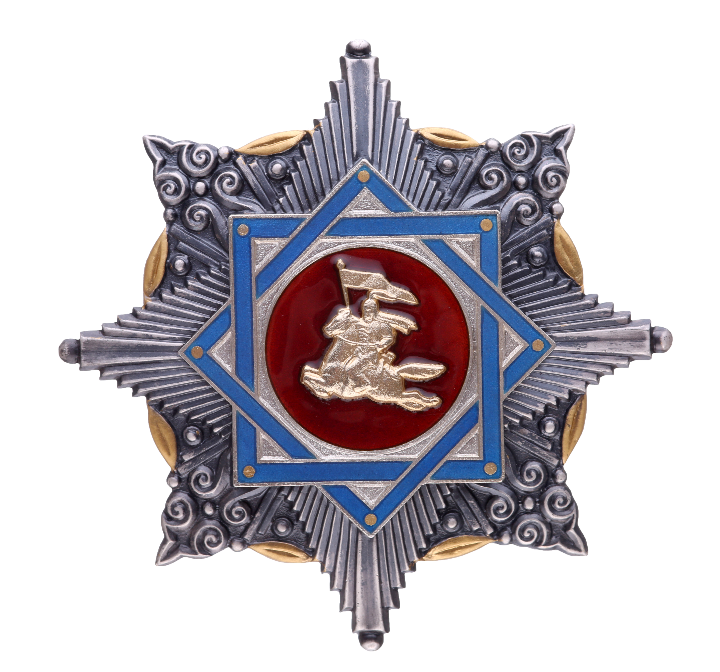
نشان درجه دوم مناس
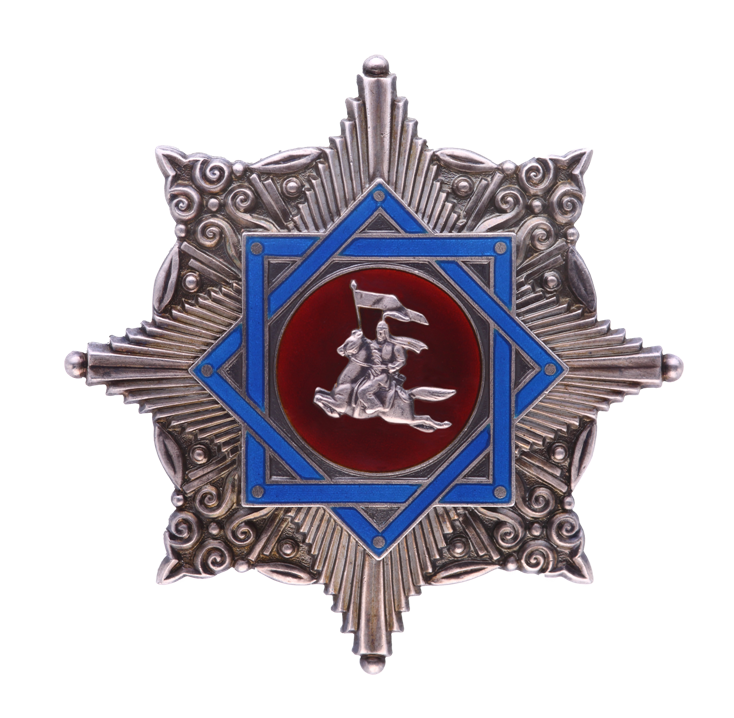
نشان درجه سوم مناس